# Yves-Nicolas Borie
Pour les articles homonymes, voir Borie (homonymie).
Yves-Nicolas Borie est un homme politique français né le 24 février 1757 à Tréguier (Côtes-d'Armor) et décédé le 18 avril 1805 à Rennes (Ille-et-Vilaine).
Sénéchal de Rennes avant la Révolution, il est plusieurs fois député du tiers-état aux États de Bretagne et joue un rôle important dans les luttes entre la noblesse et le tiers-état. Préfet d'Ille-et-Vilaine après le coup d'État du 18 Brumaire, il est député de 1802 à 1805.